# Bibio emphysetarsus
Bibio emphysetarsus är en tvåvingeart som beskrevs av Yang 1997. Bibio emphysetarsus ingår i släktet Bibio och familjen hårmyggor. Inga underarter finns listade i Catalogue of Life.